# Radiofabrik
„Радио Фабрик“ е независима радиостанция с нестопанска цел в Залцбург, Австрия, най-голямото независимо радио в Западна Австрия.

## История
Още през 1992 г. Волфганг Хирнер – основатели на радио Фабрик, който по-късно става изпълнителен директор на радиото, е излъчвал предавания незаконно по пиратското радио Бонго 500.
След падането на монопола върху австрийските радиостанции през 1998 г. радио Фабрик става второто независимо радио в Австрия, след радио Хелзенки в Грац, което е независимо още през 1995 г. Тогава радиото предава само по 5 часа в седмицата, като дели честота си с радио Арабела.
Ежедневното излъчване на предавания започва през 2002 г. в сътрудничество с „Objectwerbung GmbH“. Поради финансови проблеми „Objectwerbung GmbH“ се оттегля и през 2003 г. радио Фабрик получава пълен лиценз.
Днес над 280 доброволци модерират предавания, които се излъчват денонощно на 107,5 mhz и на 97,3 mhz.
От 2005 г. насам радиото се помещава в сградата на най-големия автономен културен център в западна Австрия –„Арге–Култура–Залцбург“, където радиото разполага с офис, студио и различни помещения за обучения и съвещания.

## Програма и концепция
В ролята си на свободно радио с нестопанска цел радио Фабрик е насочено към всички групи от хора и най-вече към тези, които имат най-малка изява в частните и обществени медии.
Следователно има предавания водени от и насочени към възрастни и деца, както и предавания на повече от 10 езика. Радио Фабрик е радиостанцията с най-голямо разнообразие на мненията в Залцбург.
До септември 2012 г. програмен директор е Георг Вимер, който е и носител на много журналистически награди. От 2012 г. програмен директор на радио Фабрик е Ева Шмидхубер.
Всеки, който иска да създаде свое радиопредаване може да стане член, но първо трябва да премине уъркшоп, където да се запознае със закона за медиите, техниката в студиото и основни журналистически похвати. Всеки е отговорен за собственото си предаване и свободен да избере темата и музиката. Предавания с расистки, сексистки, с насилствено или анти-демократично съдържание, както и предавания с религиозна пропаганда нямат място в програмата.

## Организация
До 2009 г. радио Фабрик е представено от 2 структури: Дружество „Свободно радио Залцбург“ – регистрирано дружество, в което всички програмни продуценти и сътрудници са членове на институционно ниво. Дружеството отговаря за излъчените предавания. От 2009 г. дружеството дели лиценза си за излъчване със Sendeanlagen GesmbH.
В директорския състав на дружеството са Елке Зобл – председател, Том Хердин – комуникации, Волфганг Хирнер – основател на радио Фабрик, Оливер Баумър – педагог и журналист и Волфганг Стрьогер – консултант.
До 2007 г. радио Фабрик е ръководено от основателя Волфганг Хирнер. След това изпълнителен директор е Андреас Вагнер, а през март 2008 г. тази позиция се заема от Алф Алтендорф.

## Проекти
Връзката на радиото с други неправителствени организации в Залцбург, както и участието в различни Европейски проекти са от голямо значение. Радиото споделя програмите си в онлайн платформи за обмен на радиопредавания на независимите радиостанции в Австрия и Германия.
От основно значение е медийното образование. Примери за подобни проекти са Interreg-IIIA-Project „EuRegio Medienzentrum“, където си партнират „Aktion Film Salzburg“ и община Traunstein.
- ЕС-Проект Civilmedia (годишна конференция от 2005)[1]
- ЕС-Проект Radiodialogues – разнообразие на мненията
- ЕС-Проект Talk About It
- ЕС-Проект Let's Talk About Science
- ЕС-Проект I Speak Football [2]
- Euregio-Project EuRegio Media Center (EMZ)
- EuRegio Children's Radio – радио от, за и с деца
- Цар на топката – проект „Rasende Reporterin“ за Европейско първенство по футбол 2008
- mozartRemixed

## Техническа част
Радио Фабрик развива хардуер и софтуер за други радиостанции.
През 2005 г. компютърният инженер Херман Хубер представя радиософтуера YARM (Yet Another Radio Manager) на Ars Electronica. Много независими радиостанции в Австрия използват YARM.
Маркус Дийс – директор по производството, музикант и иноватор, създава система за наблюдаване на сигнала „Signal Watchdog“, която проверява излъчването на радиото и праща съобщение при срив в системата. Разработва се и софтуер „Studioguard“ за слепи радиоредактори.

## Партньорства
Радио Фабрик 107,5 е член на Асоциацията за независими радиостанции в Австрия (Verband Freier Radios Österreich – VFRÖ) и на организацията за културни дейности в Залцбург (Dachverband Salzburger Kulturstätten).
Асоциацията е основател на независимата телевизия FS1 и държи 23 % от акциите ѝ.